# Астероїдна пара
Астероїдна пара (англ. asteroid pair) — два астероїди з майже ідентичними елементами орбіти та однаковим мінералогічним складом, не зв'язані гравітаційно гравітаційного зв'язку. Через негравітаційні ефекти їх тривалість життя обмежена кількома сотнями тисяч років.
На відміну від астероїдної пари, говорять про подвійний астероїд, коли існує гравітаційний зв’язок між компонентами.

## Утворення
Астероїдні пари мають майже ідентичні геліоцентричні оскулюючі орбітальні елементи, і при зворотному інтегруванні можна визначити момент часу, коли два астероїди були на взаємній відстані, меншій за радіус Гілла. Індекс кольору і спектр двох астероїдів тотожні.
Для походження астероїдних пар були висунуті такі гіпотези:
- Розпад астероїда через удар метеорита
- Поділ астероїда шляхом збільшення його обертання внаслідок ефекту ЯОРП
- Поділ подвійного астероїда під дією гравітаційних і негравітаційних сил, як-от ефект ЯОРП або припливна сила під час прольоту повз планету

Тривалість життя астероїдних пар обмежена гравітаційною взаємодією з планетами, а також ефектом ЯОРП. За кілька сотень тисяч років елементи орбіти відрізняються настільки, що два астероїди більше не можна вважати пару (на відміну від сімей астероїдів, вік яких може складати до кількох мільярдів років).